# Abdulahi Hassen
République fédérale démocratique d'Éthiopie
Abdulahi Hassen (Ge'ez: አብዲላሂ ሐሰን) est un des 112 membres du Conseil de la Fédération éthiopien. Il est un des 4 conseillers de l'État Somali et représente le peuple Somali.